# Taxpayer

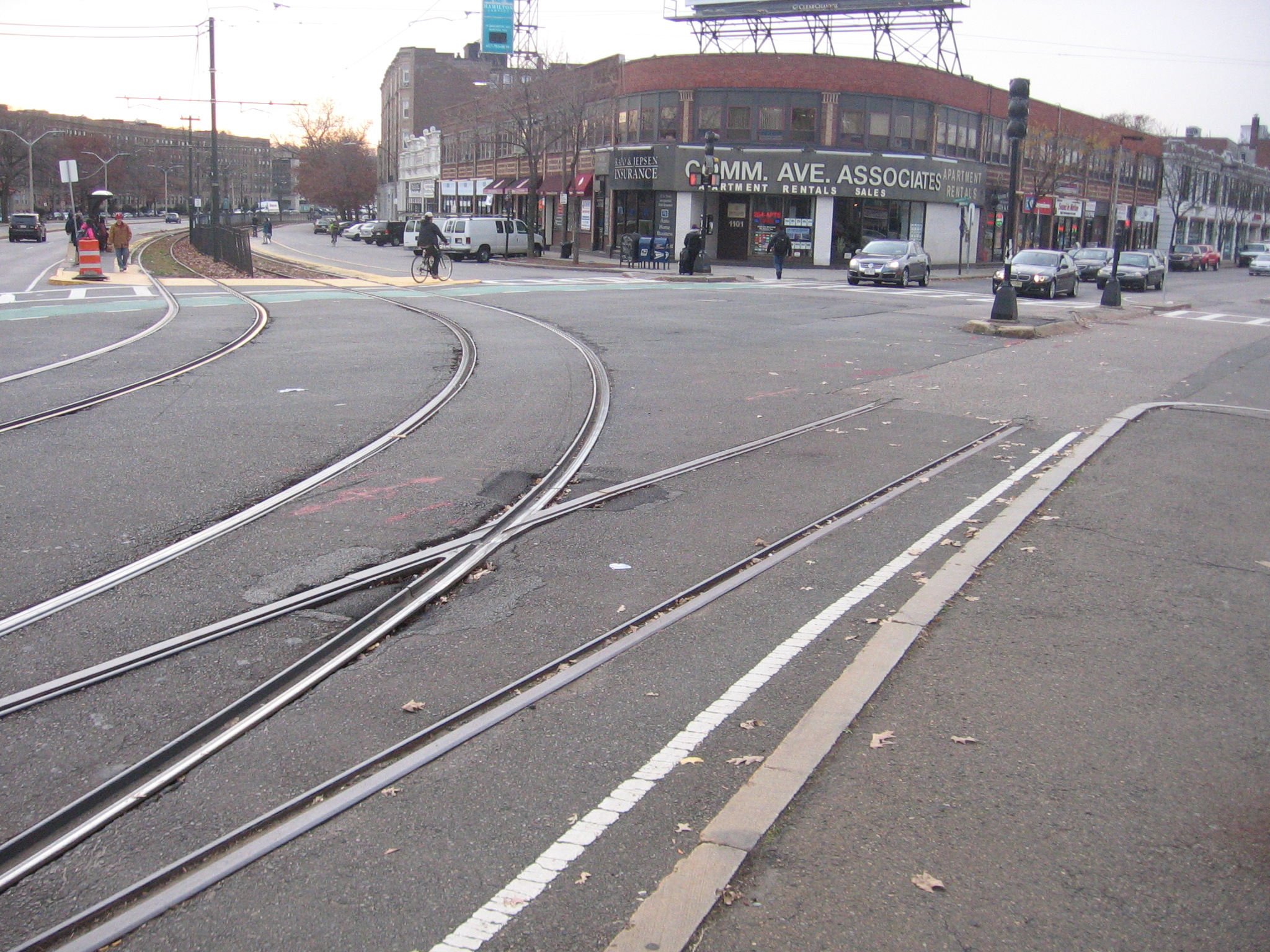
Exemples de taxpayer à Boston.

Un taxpayer désigne aux États-Unis - lorsque ce mot (qui signifie « contribuable ») est appliqué à un bâtiment - un petit immeuble de rapport d'un ou deux étages construit par le propriétaire d'un terrain pour lui permettre de couvrir la taxe foncière (ou plus précisément la property tax) due par ce propriétaire au titre du terrain. De nos jours, beaucoup de ces bâtiments ont été remplacés par des centres commerciaux avec parking, du fait du développement de l'automobile.  

## Risques spécifiques
Un tel bâtiment, du fait de sa finalité, est généralement construit à faible coût, et est donc généralement de basse qualité. Ces constructions présentent des risques d'incendie importants du fait des matériaux utilisés, et permettent souvent à l'air de s'engouffrer pour alimenter les flammes (« backdraft »). Souvent modifiés, ces bâtiments peuvent de plus présenter des espaces vides non signalés sur les plans.